# لوکال نیتیوز
لوکال نیتیوز (به انگلیسی: Local Natives) گروهٔ موسیقی ایندی راک آمریکایی می‌باشد که در شهرستان اورنج، کالیفرنیا به‌وجود آمد و اکنون در لس آنجلس مستقر است. پیش‌تر نام این گروه تا سال ۲۰۰۸ کول ات رست (به انگلیسی: Cavil at Rest) می‌بود.